# Manfred Mann's Earth Band
Manfred Mann's Earth Band je jazz-rocková skupina založená hudebníkem Manfredem Mannem v roce 1971 po rozpadu dřívější Mannovy skupiny Manfred Mann. Jejich hity zahrnují coververze písní Bruce Springsteena „For You“, „Blinded by the Light“ a „Spirit in the Night“. Po svém založení v roce 1971 a s krátkou přestávkou na konci 80. a začátku 90. let skupina Earth Band nadále vystupuje a koncertovala i v roce 2024.

## Historie

### Vznik
Manfred Mann založil v 60. letech skupinu Manfred Mann, která měla hity jako "Do Wah Diddy Diddy" a "The Mighty Quinn" a po té, než v roce 1971 založil skupinu Earth Band, se přiklonil ke stylu jazz fusion.
Původní sestavu tvořili Mick Rogers (kytara a zpěv), Manfred Mann (varhany, syntezátor a zpěv), Colin Pattenden (baskytara) a Chris Slade (bicí a zpěv). V tomto raném stadiu byla skupina jednoduše označována jako "Manfred Mann" a tedy jako pokračování skupiny z 60. let. Jejich prvním singlem byla skladba "Please Mrs. Henry" (1971). Jejich druhý singl "Living Without You" Randy Newmana byl v Evropě též vydán jako singl "Manfreda Manna", ale v USA jako singl od "Manfred Mann's Earth Band". Na dvou dalších singlech vydaných ve Spojeném království v letech 1972-73, byla skupina uvedena jednoduše jako "Earth Band", ale jinak od roku 1972 dále, na všech vydáních jako "Manfred Mann's Earth Band". Sestava skupiny Earth Band byla stálá od roku 1971 do roku 1976 a v tomto období bylo vydáno jejich prvních šest alb.

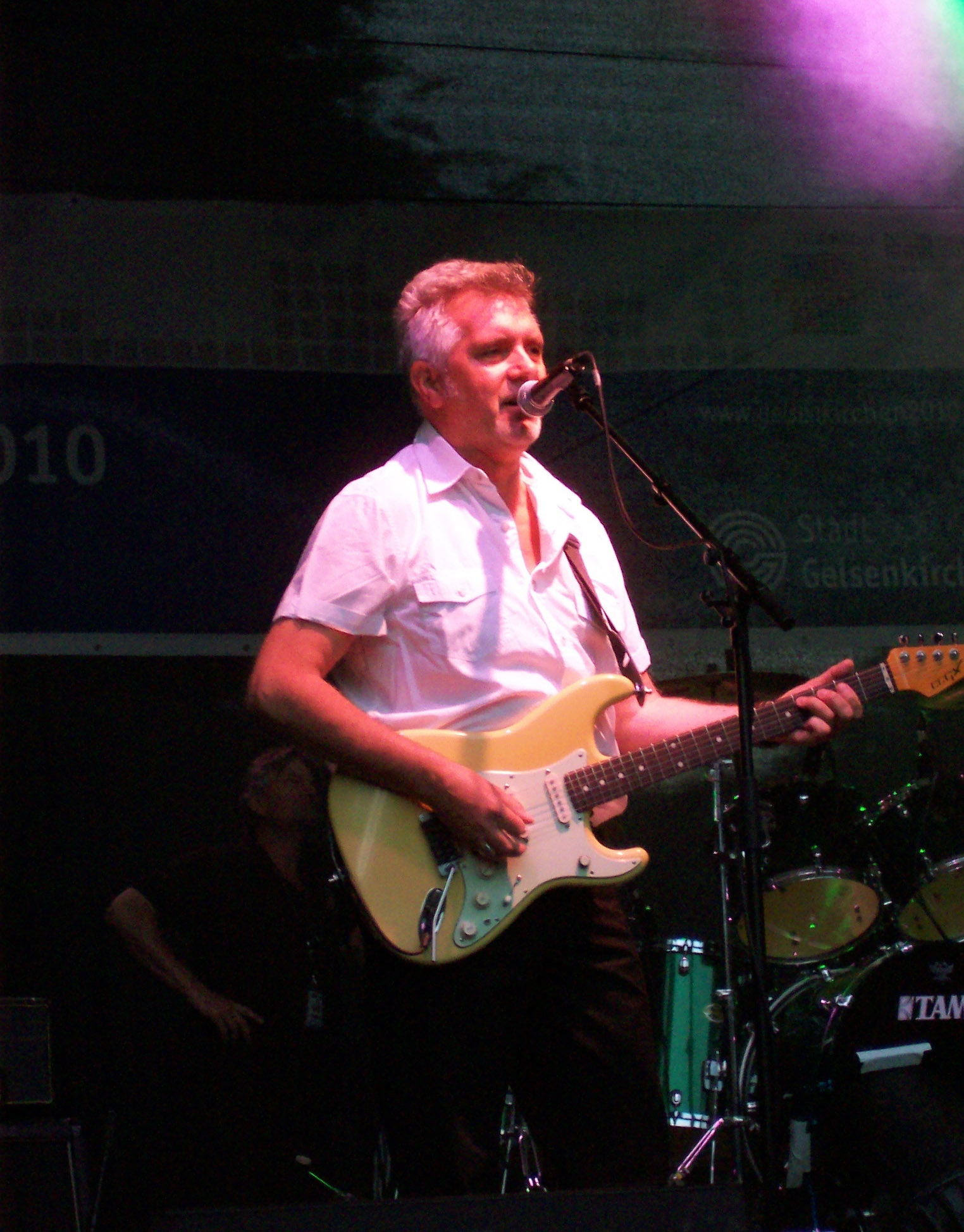
Zpěvák a kytarista Mick Rogers (2010)
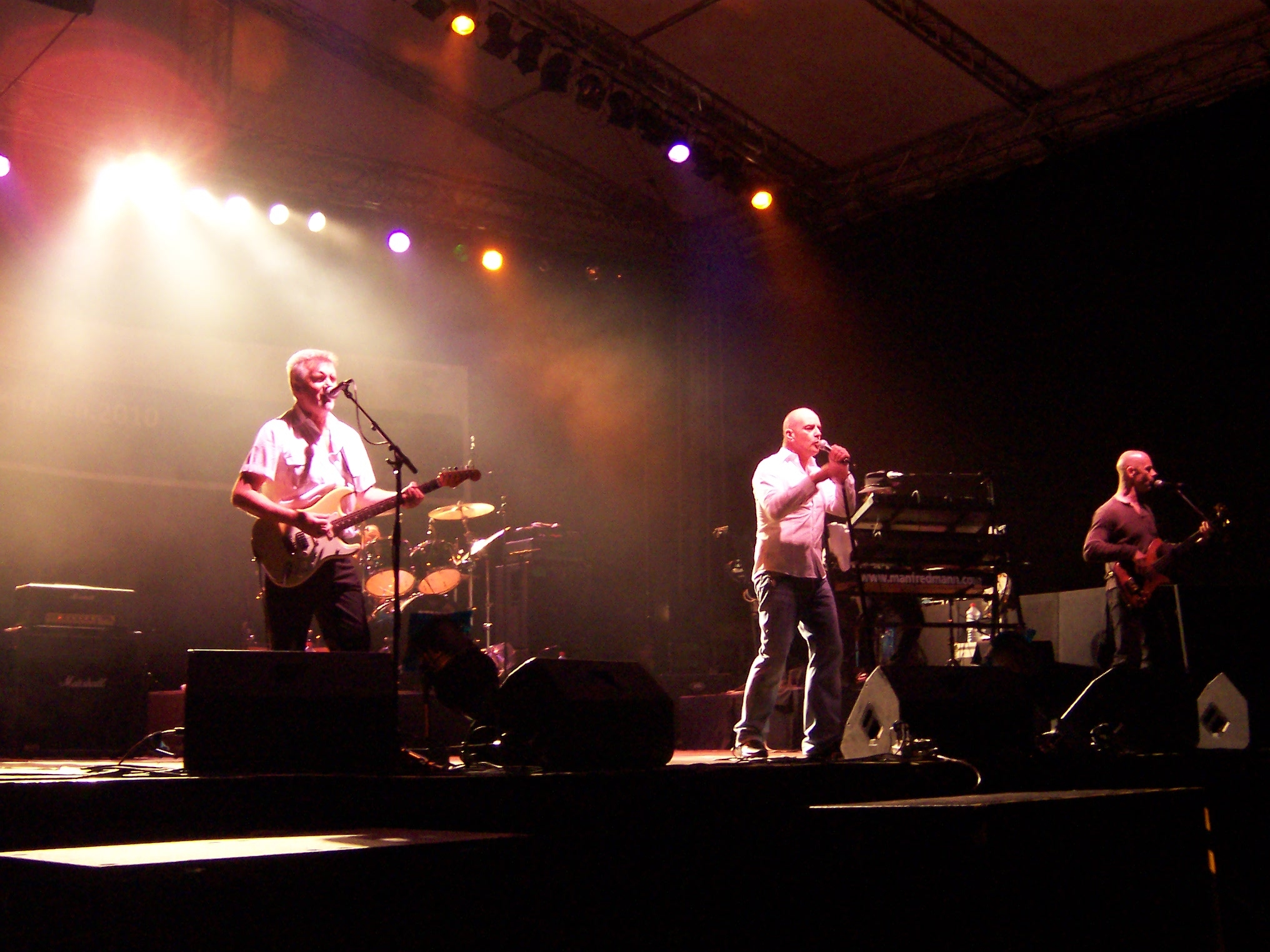
Koncert Manfred Mann's Earth Band v Gelsenkirchen 11, června 2010
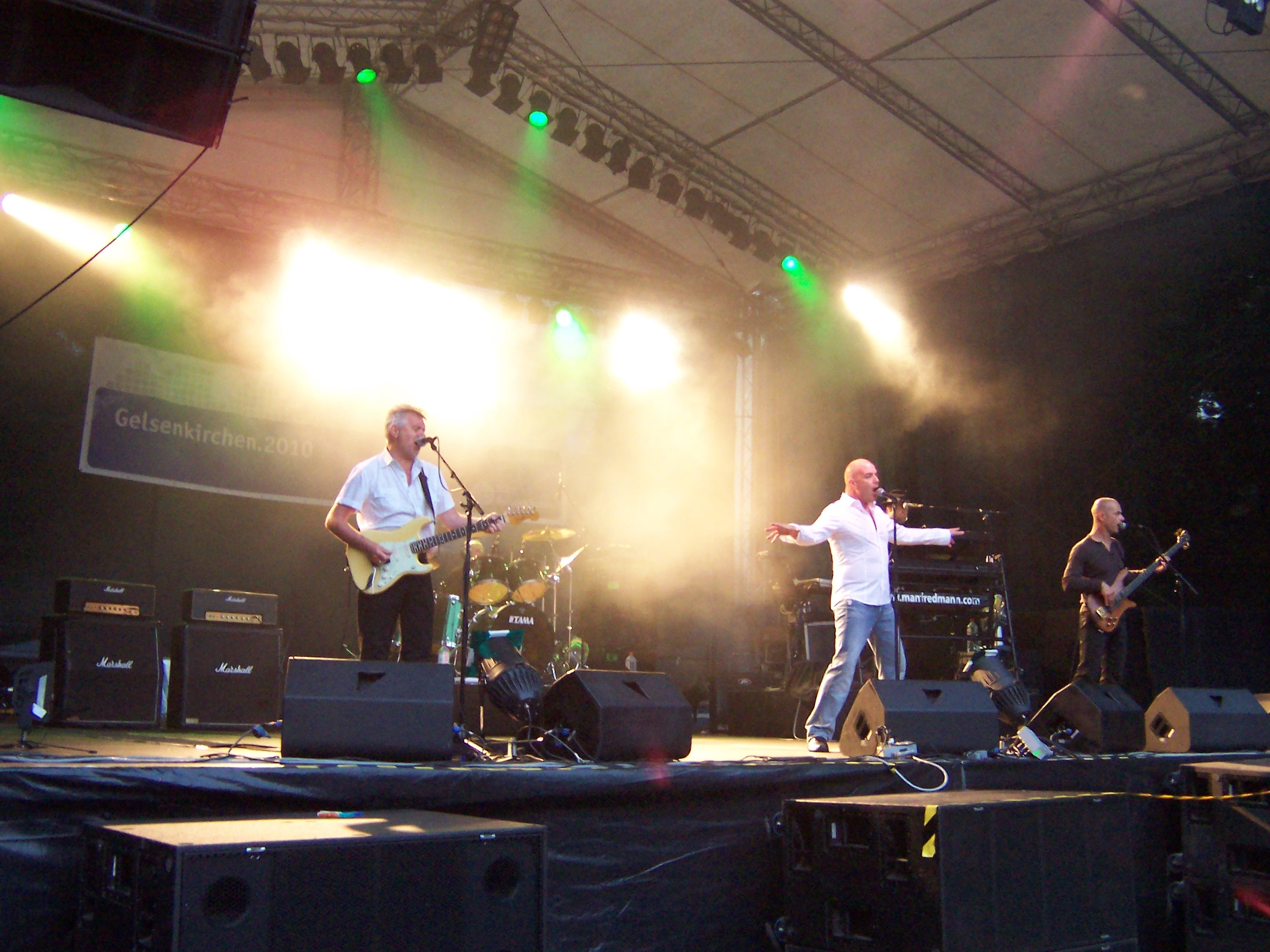
Mick Rogers (vlevo), Peter Cox (uprostřed) a Steve Kinch (vpravo)

## Obsazení

### Současní členové
- Manfred Mann – klávesy a zpěv (zakládající člen)
- Mick Rogers – kytara a zpěv (zakládající člen)
- Robert Hart – zpěv
- John Lingwood – bicí a perkuse
- Steve Kinch – baskytara

### Bývalí členové
- Chris Slade – bicí (zakládající člen)
- Colin Pattenden – baskytara (zakládající člen)
- Chris Thompson – zpěv a kytara
- Dave Flett – kytara
- Steve Waller – kytara a zpěv
- Jimmy Copley – bicí
- Pat King – baskytara
- Matt Irving – baskytara
- Clive Bunker – bicí
- John Trotter – bicí
- Pete May – baskytara
- Shona Laing – zpěv
- Noel McCalla – zpěv
- Richard Marcangelo – bicí
- Geoff Britton – bicí
- Geoff Dunn – bicí